# パーソナルエンスン
パーソナルエンスン (Personal Ensign) はアメリカ合衆国の競走馬、繁殖牝馬である。生涯成績13戦13勝、うちG1競走8勝という成績を残し「ミス・パーフェクト」の異名を取った。また繁殖牝馬としても3頭のG1競走優勝馬を輩出している。1988年度エクリプス賞最優秀古牝馬、1996年度ケンタッキー州最優秀繁殖牝馬。1993年アメリカ競馬殿堂入り。カナではパーソナルエンサインとも表記される。
全兄にサバーバンハンデキャップ (G1) 、ワイドナーハンデキャップ (G1) など重賞4勝を挙げたパーソナルフラッグがいる。

## 経歴
1986年9月のメイドン（未勝利戦）でデビュー、大差勝ちを収める。2戦目に早くもフリゼットステークス (G1) に出走し勝利。ブリーダーズカップ・ジュヴェナイルフィリーズへの最有力候補と目された。しかし調教中に右後脚の球節に複雑骨折を発症する。競走能力喪失も予想された重傷であったが復帰を目指し患部に5本のボルトを埋め込む大手術を行い、長期休養に入った。
復帰したのは前走から1年近く経過した1987年9月の一般競走だった。脚にボルトが入ったままだったがこれを楽勝するとさらに一般競走、レアパフュームステークス (G2) 、ベルデイムステークス (G1) と4連勝。この後には前年出走が叶わなかったブリーダーズカップが控えていたが馬への負担を避けるために出走を見送り、休養に入った。
1988年も連勝は続き、史上3頭目のケンタッキーダービー優勝牝馬ウイニングカラーズや牡馬のG1優勝馬ガルチといった強豪も難なく退けこの年6連勝。12戦12勝という成績のままブリーダーズカップ・ディスタフへと駒を進めた。当日はハリケーンの影響により大雨の中で競走が行われる。パーソナルエンスンは後方からレースを進めると、ゴールまで200mの地点で先行して競り合うウイニングカラーズ・グッバイヘイローに4馬身の差を付けられる苦しい展開となった。しかし一歩一歩差を詰め、ゴールではウイニングカラーズを鼻差だけ差し切り優勝。史上初の無敗でのブリーダーズカップ・ディスタフ制覇を果たし、このレースを最後に競走馬を引退した。10走以上を消化し無敗のまま引退という戦績は、1908年に15戦15勝のまま引退したコリン以来実に80年振りの快挙となった。この年のエクリプス賞で最優秀古牝馬を受賞。また、1993年には殿堂入りも果たした。

### 繁殖時代
繁殖牝馬としても非常に優れた成績を残しておりジョッキークラブゴールドカップに優勝したマイナーズマーク（Minar's Mark）、ブリーダーズカップ・ジュヴェナイルフィリーズ等を制したマイフラッグ (My Flag) 、オークローンハンデキャップを制したトラディショナリー (Traditionaly) といったG1優勝馬を次々と輩出。こうした産駒の活躍により1996年にはケンタッキー州最優秀繁殖牝馬に選出され、引退してなおその評価を高めた。これらの功績を記念し、1998年には夏期に行われていたG1競走ジョンA.モリスハンデキャップが「パーソナルエンスンハンデキャップ」と改称された。
また第2仔アワエンブレム (Our Emblem) はカーターハンデキャップ (G1) で2着などG1での優勝はなかったが、種牡馬として2002年のクラシック二冠馬ウォーエンブレム (War Emblem) を送り出した。マイフラッグも繁殖牝馬として母娘二代のジュヴェナイルフィリーズ優勝馬となったストームフラッグフライング (Storm Flag Flying) を産み、本馬から三世代に渡ってブリーダーズカップを制している。マイフラッグの曾孫のマドラスチェックは日本に輸入されており、2020年にTCK女王盃を制している。
パーソナルエンスン自身は2006年に繁殖も引退し、以降はクレイボーンファームで功労馬として余生を送った。2010年4月8日に老衰で死亡。亡骸は父も埋葬されている同場内のマーチモント墓地に葬られた。

## 年度別競走成績
| 年月日 | 年月日 | 年月日 | 競馬場             | レース名          | 格 | 頭数 | 人気 | 着順 | 距離        | タイム | 着差     | 騎手       | 斤量 (kg) | 勝ち馬/（2着馬）  |
| 1986.  | 9.     | 28     | ベルモントパーク   | メイドン          |    | 7    | 1    | 1着  | D7F（重）   | 1:22.8 | 12身 3/4 | R.ロメロ   | 53        | (Graceful Darby)  |
|        | 10.    | 13     | ベルモントパーク   | フリゼットS       | G1 | 3    | 1    | 1着  | D8F（速）   | 1:36.4 | 頭       | R.ロメロ   | 55        | (Colins)          |
| 1987.  | 9.     | 6      | ベルモントパーク   | アローワンス      |    | 6    | 1    | 1着  | D7F（重）   | 1:23.2 | 3 3/4身  | J.ベイリー | 51.5      | (Chic Shirine)    |
|        | 9.     | 24     | ベルモントパーク   | アローワンス      |    | 5    | 1    | 1着  | D8F（速）   | 1:36.2 | 7 3/4身  | R.ロメロ   | 51.5      | (Witha Twist)     |
|        | 10.    | 10     | ベルモントパーク   | レアパフュームS   | G2 | 9    | 1    | 1着  | D8F（速）   | 1:36.6 | 4 3/4身  | R.ロメロ   | 52        | (One From Heaven) |
|        | 10.    | 18     | ベルモントパーク   | ベルデイムS       | G1 | 10   | 2    | 1着  | D10F（速）  | 2:04.4 | 2 1/4身  | R.ロメロ   | 53.5      | (Copu de Fusil)   |
| 1988.  | 5.     | 15     | モンマスパーク     | シュヴィーH       | G1 | 6    | 1    | 1着  | D8.5F（速） | 1:41.6 | 1 3/4身  | R.ロメロ   | 55        | (Clabber GIrl)    |
|        | 6.     | 11     | ベルモントパーク   | ヘムステッドH     | G1 | 5    | 1    | 1着  | D9F（速）   | 1:47.8 | 7身      | R.ロメロ   | 56        | (Hometown Queen)  |
|        | 7.     | 4      | ベルモントパーク   | モリーピッチャーH | G2 | 5    | 1    | 1着  | D8.5F（良） | 1:41.8 | 8身      | R.ロメロ   | 56.5      | (Grecian Flight)  |
|        | 8.     | 6      | サラトガ           | ホイットニーH     | G1 | 3    | 1    | 1着  | D9F（不）   | 1:47.8 | 1 1/4身  | R.ロメロ   | 53        | (Gulch)           |
|        | 9.     | 10     | サラトガ           | マスケットS       | GI | 4    | 1    | 1着  | D9F（良）   | 1:34.2 | 3/4身    | R.ロメロ   | 53.1      | (Winning Colors)  |
|        | 10.    | 16     | ベルモントパーク   | ベルデイムS       | G1 | 5    | 1    | 1着  | D10F（速）  | 2:01.2 | 5 1/2身  | R.ロメロ   | 56        | (Classic Crown)   |
|        | 11.    | 15     | チャーチルダウンズ | BCディスタフ      | G1 | 9    | 1    | 1着  | D9F（重）   | 1:52.0 | 鼻       | R.ロメロ   | 56        | (Winning Colors)  |

## 繁殖記録
|        | 生年   | 馬名             | 性 | 毛色   | 父             | 戦績    |
| ------ | ------ | ---------------- | -- | ------ | -------------- | ------- |
| 第1子  | 1990年 | Miner's Mark     | 牡 | 鹿毛   | Mr. Prospector | 18戦6勝 |
| 第2子  | 1991年 | Our Emblem       | 牡 | 黒鹿毛 | Mr. Prospector | 27戦6勝 |
| 第3子  | 1992年 | Pennant Champion | 牝 | 鹿毛   | Mr. Prospector | 7戦2勝  |
| 第4子  | 1993年 | My Flag          | 牝 | 栗毛   | Easy Goer      | 20戦6勝 |
| 第5子  | 1994年 | Proud and True   | 牡 | 鹿毛   | Mr. Prospector | 9戦3勝  |
| 第6子  | 1997年 | Traditionaly     | 牡 | 鹿毛   | Mr. Prospector | 20戦5勝 |
| 第7子  | 2000年 | Possibility      | 牝 | 鹿毛   | A. P. Indy     | 7戦1勝  |
| 第8子  | 2002年 | Salute           | 牝 | 鹿毛   | Unbridled      | 8戦1勝  |
| 第9子  | 2003年 | Title Seeker     | 牝 | 鹿毛   | Monarchos      | 不出走  |
| 第10子 | 2005年 | Baronial         | 牡 | 鹿毛   | Kingmambo      | 12戦1勝 |

### 産駒の主な優勝競走
- Miner's Mark（ジョッキークラブゴールドカップなど重賞2勝）
- My Flag（ブリーダーズカップ・ジュヴェナイルフィリーズ、コーチングクラブアメリカンオークス、アッシュランドステークス、ガゼルステークスなど重賞5勝）
- Traditionaly（オークローンハンデキャップ）

## 血統表
| パーソナルエンスンの血統（ダマスカス系 / War Admiral 5×4=9.38%） | パーソナルエンスンの血統（ダマスカス系 / War Admiral 5×4=9.38%） | パーソナルエンスンの血統（ダマスカス系 / War Admiral 5×4=9.38%） | （血統表の出典）  | （血統表の出典） |
| 父 Private Account 1976 鹿毛                                     | 父の父Damascus 1964 鹿毛                                         | Sword Dancer                                                     | Sunglow           | Sunglow          |
| 父 Private Account 1976 鹿毛                                     | 父の父Damascus 1964 鹿毛                                         | Sword Dancer                                                     | Highland Fling    |                  |
| 父 Private Account 1976 鹿毛                                     | 父の父Damascus 1964 鹿毛                                         | Kerala                                                           | My Babu           | My Babu          |
| 父 Private Account 1976 鹿毛                                     | 父の父Damascus 1964 鹿毛                                         | Kerala                                                           | Blade of Time     |                  |
| 父 Private Account 1976 鹿毛                                     | 父の母Numbered Account 1969 鹿毛                                 | Buckpasser                                                       | Tom Fool          | Tom Fool         |
| 父 Private Account 1976 鹿毛                                     | 父の母Numbered Account 1969 鹿毛                                 | Buckpasser                                                       | Busanda           |                  |
| 父 Private Account 1976 鹿毛                                     | 父の母Numbered Account 1969 鹿毛                                 | Intriguing                                                       | Swaps             | Swaps            |
| 父 Private Account 1976 鹿毛                                     | 父の母Numbered Account 1969 鹿毛                                 | Intriguing                                                       | Glamour           |                  |
| 母 Grecian Banner 1974 黒鹿毛                                    | 母の父Hoist the Flag 1968 鹿毛                                   | Tom Rolfe                                                        | Ribot             | Ribot            |
| 母 Grecian Banner 1974 黒鹿毛                                    | 母の父Hoist the Flag 1968 鹿毛                                   | Tom Rolfe                                                        | Pocahontas II     |                  |
| 母 Grecian Banner 1974 黒鹿毛                                    | 母の父Hoist the Flag 1968 鹿毛                                   | Wavy Navy                                                        | War Admiral       | War Admiral      |
| 母 Grecian Banner 1974 黒鹿毛                                    | 母の父Hoist the Flag 1968 鹿毛                                   | Wavy Navy                                                        | Triomphe          |                  |
| 母 Grecian Banner 1974 黒鹿毛                                    | 母の母Dorine 1958 栗毛                                           | Aristophanes                                                     | Hyperion          | Hyperion         |
| 母 Grecian Banner 1974 黒鹿毛                                    | 母の母Dorine 1958 栗毛                                           | Aristophanes                                                     | Commotion         |                  |
| 母 Grecian Banner 1974 黒鹿毛                                    | 母の母Dorine 1958 栗毛                                           | Doria                                                            | Adovocate         | Adovocate        |
| 母 Grecian Banner 1974 黒鹿毛                                    | 母の母Dorine 1958 栗毛                                           | Doria                                                            | Donatila F-No.6-a |                  |

- 2代母Dorineはアルゼンチン四冠馬フォルリと3/4同血（Aristophanes母父Adovocateが共通）である。
- 全姉Private Colorsの孫にゴッドオブチャンス（京王杯スプリングカップ）